# Коридорас візерунковий
Коридорас візерунковий (Corydoras reticulatus) — вид сомоподібних риб з роду Коридорас підродини Corydoradinae родини Панцирні соми. Інші назви «мозаїчний коридорас», «мозаїчний коридорас». У природі поширений у річках Південної Америки; утримують також в акваріумах.

## Етимологія
Corydoras: грецьке kory — шолом, та грецьке doras — шкіра.

## Опис
Загальна довжина сягає 6,1 см. Зовнішні подібний до Corydoras sodalis. Голова середнього розміру. Очі великі. Рот повернуто додолу. Є 3 пари коротесеньких вусів. Тулуб масивний, широкий. Спинний плавець складається з 1 жорсткого та 7 м'яких променів. Грудні та черевні плавці добре розвинені. Жировий плавець невеличкий. Хвостовий плавець з виїмкою, верхня лопать трохи довша.
У забарвленні превалюють жовто-коричневі тони. Тіло вкриває візерунок чорного кольору. Звідси походить назва цього коридораса. Спинний плавець наділено чорною плямою. Малюнок з боків та хвостовому плавці менш контрастний.

## Спосіб життя
Є демерсальною рибою. Воліє до прісної та чистої води. Доволі мирна рибка. Активний удень та вночі. Значну частину перебуває біля дна, серед каміння та корчів. Живиться дрібними ракоподібними, червами, комахами, рештками рослин.
Нерест відбувається в сезон дощів. Самиця спочатку відкладає 2-4 яєць в черевні плавці, де їх протягом 30 сек. запліднює самець. Слідом за цим самиця приліплює до нижньої частини листя чи каміння. Таким чином запліднюється до 100 ікринок.

## Розповсюдження
Поширено в річці Ріо-Бланко та інших притоках нижньої частини Амазонки — в межах Бразилії.